# Corrida de São Silvestre

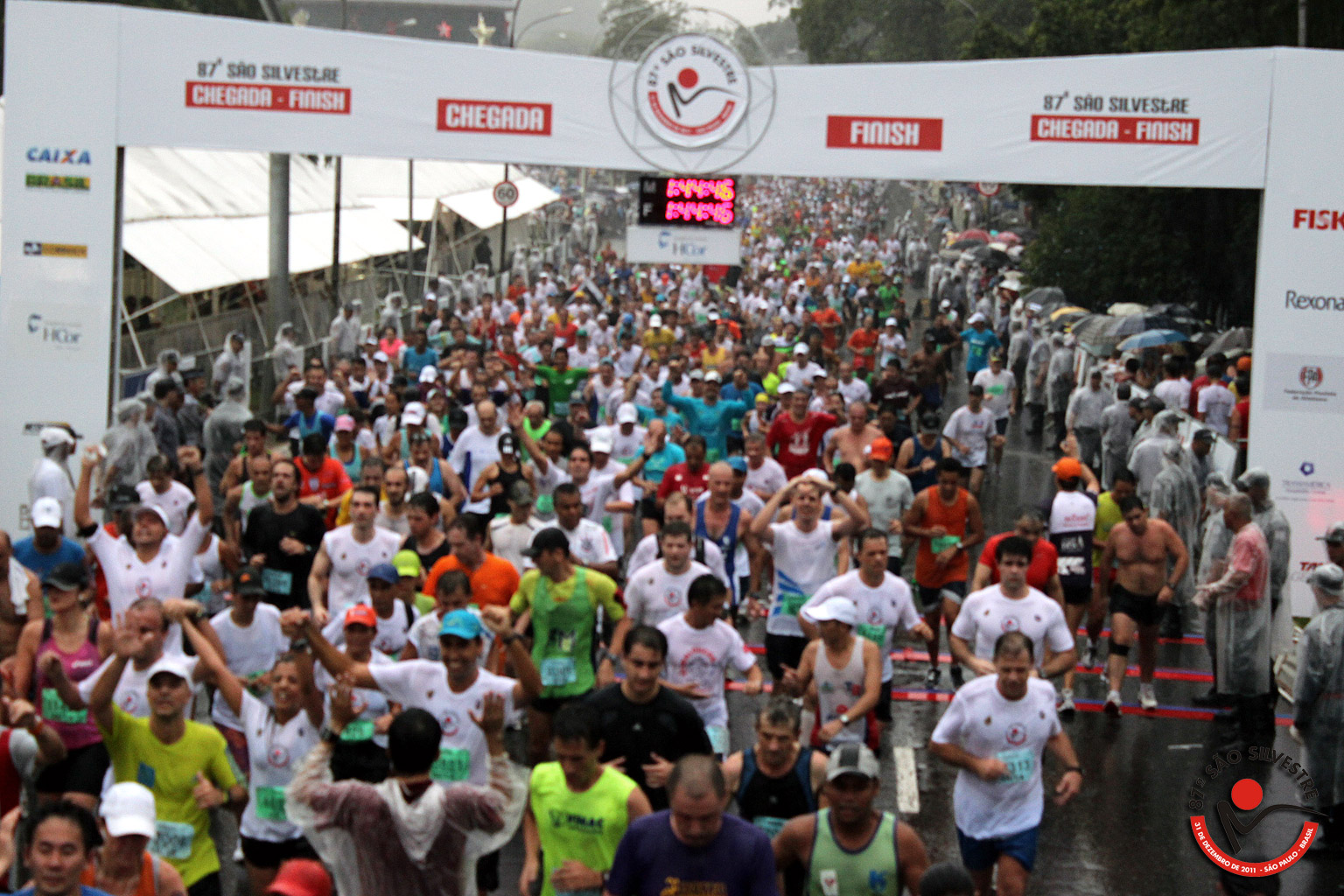
Start van São Silvestre in 2012

De Corrida de São Silvestre (Corrida Internacional de São Silvestre) is een hardloopevenement over 15 km, dat sinds 1925 jaarlijks in de Braziliaanse stad São Paulo wordt gehouden. De wedstrijd vindt elk jaar plaats op 31 december (oudejaarsdag), de dag dat de heilige Silvester wordt herdacht. De wedstrijd behoort tot de belangrijkste wegwedstrijden in de wereld en van Zuid Amerika. De wedstrijd heeft de hoogste status van de Internationale atletiekfederatie, het IAAF Gold Label.

## Geschiedenis
De initiatiefnemer van de wedstrijd was Cásper Líbero, een journalist en uitgever van tijdschriften. De eerste editie in 1925 werd door 48 lopers begonnen en 37 werden opgenomen in de officiële resultatenlijst. Aanvankelijk was deelname alleen toegestaan voor hardlopers die in Brazilië wonen, maar vanaf 1947 konden hardlopers van over de hele wereld deelnemen.
In 1947 won voor de eerste keer een niet-Braziliaanse hardloper, twee jaar later won de eerste Europeaan (Viljo Heino uit Finland). In 1953 won Emil Zátopek, de meest populaire hardloper van zijn tijd. Nadat de Argentijn Osvaldo Suárez drie jaar op rij had gewonnen in de late jaren 1950, was Gaston Roelants uit België de eerste loper die vier keer won in de jaren zestig. Ook de Belgen Lucien Theys en Rik Clerckx wonnen in respectievelijk 1950 en 1963. Recordwinnaar is de Keniaan Paul Tergat, die in 2000 zijn vijfde overwinning behaalde. Sinds 1975, het internationale jaar van de vrouw, mogen vrouwen officieel deelnemen. De eerste twee wedstrijden werden gewonnen door de Duitse Christa Vahlensieck en van 1981 tot 1986 won de Portugese Rosa Mota in zes opeenvolgende jaren, wat haar de recordhouder maakt.
De lengte van de wedstrijd is in de loop van de geschiedenis verschillende keren gewijzigd en is sinds 1991 op 15 kilometer uitgezet. Lange tijd vond de wedstrijd 's nachts plaats en konden de hardlopers bijna onmiddellijk na de race het nieuwjaarsfeest beginnen. Tegenwoordig vinden de lopen aan het eind van de middag plaats.
De omstandigheden zijn meestal zwaar, doordat de wedstrijd plaatsvindt midden in de warme Braziliaanse zomer.

## Parcoursrecords
- mannen: Paul Tergat 43.12 (1995)
- vrouwen: Jemima Sumgong 48.35 (2016)

## Winnaars

### 1947 - 1974
| Editie | Jaar | Afstand | Winnaar                | Land | Tijd  |
| ------ | ---- | ------- | ---------------------- | ---- | ----- |
| 23     | 1947 | 7,0     | Oscar Moreira          | URU  | 21.45 |
| 24     | 1948 | 7,0     | Raul Inostrosa         | CHI  | 22.18 |
| 25     | 1949 | 7,3     | Viljo Heino            | FIN  | 22.45 |
| 26     | 1950 | 7,3     | Lucien Theys           | BEL  | 22.38 |
| 27     | 1951 | 7,3     | Erik Krucziky          | FRG  | 22.26 |
| 28     | 1952 | 7,3     | Franjo Mihalić         | YUG  | 21.39 |
| 29     | 1953 | 7,3     | Emil Zátopek           | TCH  | 20.31 |
| 30     | 1954 | 7,3     | Franjo Mihalić         | YUG  | 23.00 |
| 31     | 1955 | 7,4     | Ken Norris             | ENG  | 22.19 |
| 32     | 1956 | 7,4     | Manuel Faria           | POR  | 21.50 |
| 33     | 1957 | 7,4     | Manuel Faria           | POR  | 21.38 |
| 34     | 1958 | 7,4     | Osvaldo Suarez         | ARG  | 21.41 |
| 35     | 1959 | 7,4     | Osvaldo Suarez         | ARG  | 21.56 |
| 36     | 1960 | 7,4     | Osvaldo Suarez         | ARG  | 22.22 |
| 37     | 1961 | 7,4     | Martin Hyman           | ENG  | 21.25 |
| 28     | 1962 | 7,4     | Hamoud Ameur           | ALG  | 22.08 |
| 39     | 1963 | 7,4     | Rik Clerckx            | BEL  | 21.55 |
| 40     | 1964 | 7,4     | Gaston Roelants        | BEL  | 21.38 |
| 41     | 1965 | 7,4     | Gaston Roelants        | BEL  | 21.20 |
| 42     | 1966 | 9,7     | Alvaro Mejia Flores    | COL  | 29.58 |
| 43     | 1967 | 8,4     | Gaston Roelants        | BEL  | 24.32 |
| 44     | 1968 | 8,4     | Gaston Roelants        | BEL  | 24.33 |
| 45     | 1969 | 8,4     | Juan Martinez          | MEX  | 24.03 |
| 46     | 1970 | 8,4     | Frank Shorter          | USA  | 24.28 |
| 47     | 1971 | 8,4     | Rafael Tadeo Palomares | MEX  | 23.48 |
| 48     | 1972 | 8,4     | Victor Manuel Mora     | COL  | 23.25 |
| 49     | 1973 | 8,4     | Victor Manuel Mora     | COL  | 23.26 |
| 50     | 1974 | 8,4     | Rafael Angel Perez     | CRC  | 21.38 |

### 2003 - heden
| Editie | Jaar | Winnaar                   | Land | Tijd  | Winnares                   | Land | Tijd  |
| ------ | ---- | ------------------------- | ---- | ----- | -------------------------- | ---- | ----- |
| 79     | 2003 | Marílson dos Santos       | BRA  | 43.49 | Margaret Okayo             | KEN  | 51.24 |
| 80     | 2004 | Robert Cheruiyot          | KEN  | 44.43 | Lydia Cheromei             | KEN  | 52.58 |
| 81     | 2005 | Marílson dos Santos       | BRA  | 44.19 | Olivera Jevtić             | SCG  | 51.37 |
| 82     | 2006 | Franck de Almeida         | BRA  | 44.07 | Lucélia Peresi             | BRA  | 51.24 |
| 83     | 2007 | Robert Kipkoech Cheruiyot | KEN  | 45.57 | Alice Timbilil             | KEN  | 53.07 |
| 84     | 2008 | James Kwambai             | KEN  | 44.42 | Wude Ayalew                | ETH  | 51.37 |
| 85     | 2009 | James Kwambai             | KEN  | 44.40 | Pasalia Chepkorir Kipkoech | KEN  | 52.30 |
| 86     | 2010 | Marílson dos Santos       | BRA  | 44.07 | Alice Timbilil             | KEN  | 50.19 |
| 87     | 2011 | Tariku Bekele             | ETH  | 43.35 | Priscilla Jeptoo           | KEN  | 48.48 |
| 88     | 2012 | Edwin Kipsang             | KEN  | 44.04 | Maurine Kipchumba          | KEN  | 51.41 |
| 89     | 2013 | Edwin Kipsang             | KEN  | 43.48 | Nancy Jepkosgei            | ETH  | 51.58 |
| 90     | 2014 | Dawit Fikadu Admasu       | ETH  | 45.04 | Wude Ayalew                | ETH  | 50.43 |
| 91     | 2015 | Stanley Biwott            | KEN  | 44.31 | Wude Ayalew                | ETH  | 54.00 |
| 92     | 2016 | Leul Gebresilase          | ETH  | 44.53 | Jemima Sumgong             | KEN  | 48.35 |
| 93     | 2017 | Dawit Admasu              | ETH  | 44.17 | Flomena Daniel             | KEN  | 50.18 |